# Axioma do supremo
O axioma do supremo ou axioma da completude é um axioma de continuidade. Ele é usado na construção analítica dos números reais.

## Enunciado
Seja um conjunto {\displaystyle S\subseteq \mathbb {R} \,} limitado à direita, ou seja, existe {\displaystyle M\in \mathbb {R} \,} tal que:
{\displaystyle x\in S\Longrightarrow x\leq M,}
então existe um número real s denominado supremo de S, denotado {\displaystyle s=\sup S\,} tal que:
1. {\displaystyle x\in S\Longrightarrow x\leq s\,}
2. Se y tem a propriedade (1), então {\displaystyle x\leq y\,}.